# هيلين ماي باتلر
هيلين ماي باتلر (بالإنجليزية: Helen May Butler)‏ هي ملحنة أمريكية، ولدت في 1867 في كين في الولايات المتحدة، وتوفيت في 1957 في كوفينغتون في الولايات المتحدة.